# Prisekan dodekadodekaeder
| Prisekan dodekadodekaeder                           | Prisekan dodekadodekaeder                              |
| --------------------------------------------------- | ------------------------------------------------------ |
|                                                     |                                                        |
| Vrsta                                               | uniformni zvezdni polieder                             |
| Elementi                                            | F = 54, E = 180, V =120 ({\displaystyle \chi \,} = -6) |
| Stranske ploskve po stranicah                       | 30{4}+12{10}+12{10/3}                                  |
| Wythoffov simbol                                    | 2 5 5/3 \|                                             |
| Simetrijska grupa                                   | Ih, [5,3], *532                                        |
| Bowerjeva okrajšava                                 | Quitdid                                                |
| Sklici                                              | U59, C75, W98                                          |
| srednji disdiakisni triakontaeder (dualni polieder) | 4.10.10/3 slika oglišč                                 |

Prisekan dodekadodekaeder je v geometriji uniformni zvezdni polieder z oznako (indeksom) U59. Njegov Schläflijev simbol je t0,1,2{5/3,5}. Ima 120 oglišč in 54 stranskih ploskev, med njimi je 30 kvadratov, 12 desetkotnikov in 12 dekagramov. Središčni del poliedra je povezan z zunanjostjo z 20 majhnimi trikotnimi odprtinami.
Izraz prisekan dodekadodekaeder je malo zavajajoč, ker ima prisekanje dodekaedra za posledico pravokotne in ne kvadratne stranske ploskve,  stranske ploskve dodekaedra  pa bi pri tem spremenile v pentagrame in ne v dekagrame. To je v resnici kvaziprisekanje dodekaedra kot so ga definirali Coxeter, Lonquuet-Higgins (1954) ,
znan je tudi kot
kvaziprisekan dodekadodekaeder.

## Kartezične koordinate
Kartezične koordinate oglišč prisekanega dodekadodekaedra so vse trojke števil, ki jih dobimo s krožnim premikom in spremembo predznaka točk
(kjer je {\displaystyle \varphi ={\frac {1+{\sqrt {5}}}{2}}} zlati rez):
{\displaystyle (1,1,3);\quad ({\frac {1}{\varphi }},{\frac {1}{\varphi ^{2}}},2\varphi );\quad (\varphi ,{\frac {2}{\varphi }},\varphi ^{2});\quad (\varphi ^{2},{\frac {1}{\varphi ^{2}}},2);\quad (2\varphi -1,1,2\varphi -1).}

## Cayleyjeva tabela
Prisekan dodekadodekaeder tvori Cayleyjevo tabelo za simetrično grupo petih elementov kot, da so generirani z dvema članoma grupe. Prvi izmenjuje prva dva elementa v peterki elementov, drugi pa izvaja operacijo krožnega premika na zadnjih štirih elementih. To pomeni, da se 120 oglišč poliedra, lahko postavi enako številu permutacij petih elementov, kar je 5!  .